# Paul Mantee
Paul Marianetti, conocido por su nombre artístico de Paul Mantee, (San Francisco, California, 9 de enero de 1931 – Malibú, California, 7 de noviembre de 2013) fue un actor estadounidense de cine y televisión.
Hizo numerosas apariciones en series de televisión de renombre y actuó en varias películas, incluyendo el clásico de culto Robinson Crusoe en Marte (1964), que protagonizó.
Mantee también escribió dos novelas, In Search of the Perfect Ravioli (1991) y Bruno of Hollywood (1994).
Falleció a los 82 años de edad en Malibú (California), lugar donde residía, el 7 de noviembre de 2013.